# Bayadera hyalina
Bayadera hyalina е вид водно конче от семейство Euphaeidae. Видът е уязвим и сериозно застрашен от изчезване.

## Разпространение
Разпространен е в Индия (Мегхалая) и Тайланд.